# 口刺虾属
庫珀口刺蝦（學名：Buccaspinea cooperi）是口刺蝦屬（學名：Buccaspinea ）的唯一物種，也是模式種。屬於節肢動物門、恐蝦綱、放射齒目、赫德虾科的一個物種。該物種生存年代為中寒武紀，在美國猶他州發現。最初化石於1993年發表，但被認為是赫德蝦屬的一個標本。2021年，重新命名並發表還增加新標本。

## 發現與命名

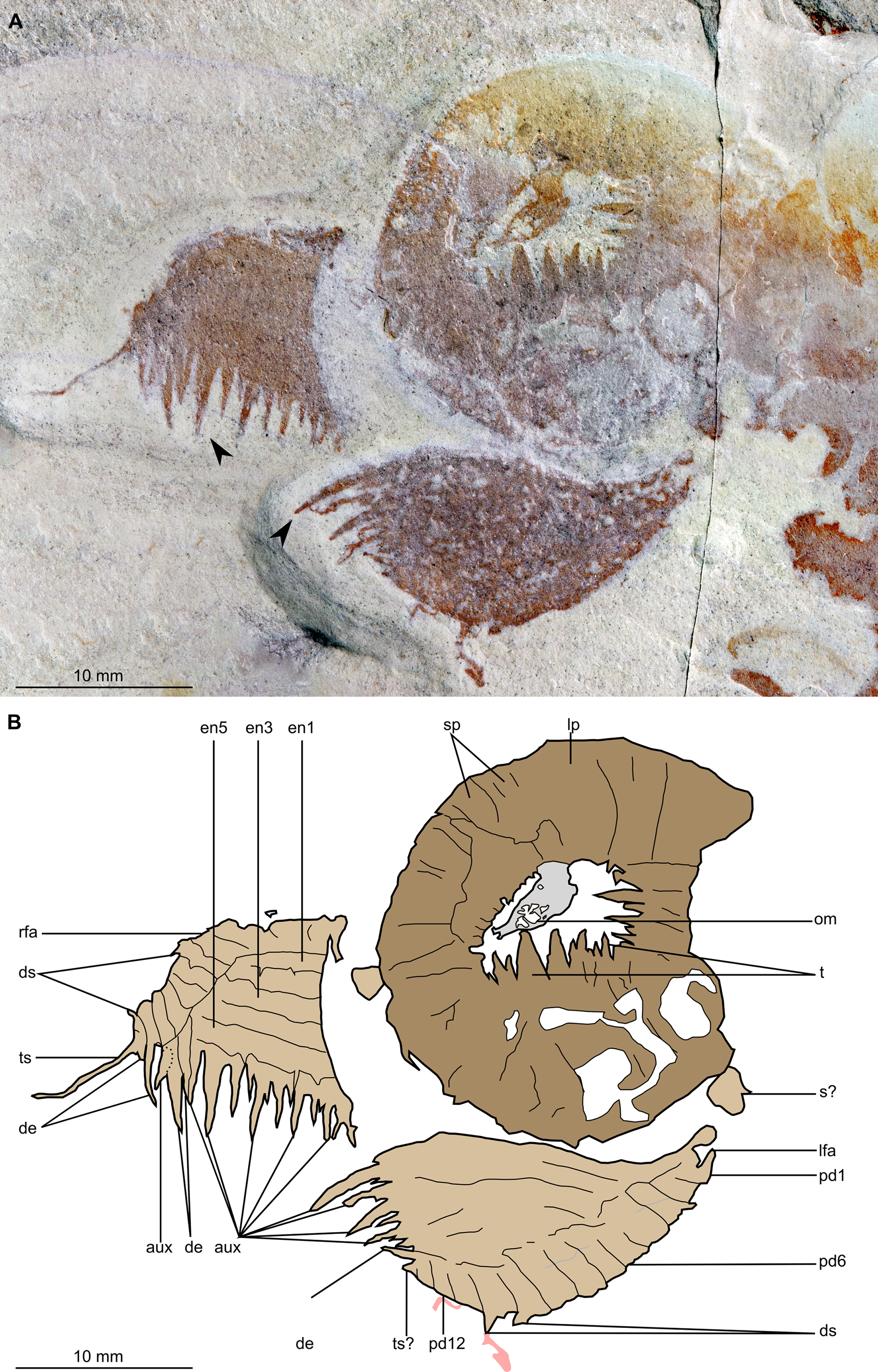
口刺蝦的口錐和左右前附肢的標本照片和保存樣貌圖

口刺蝦的正模標本發現底點位於美國猶他州米勒德郡豪斯山脈（House Range）凱爾斯諾爾斯山（Kells Knolls）的馬朱姆地層（Marjum Formation），發現地點是寒武紀鼓山期時期的勞倫大陸深水區。該標本是一具保存了口錐（oral cone）、前附肢（frontal appendage）和部分身體的標本，編號為BPM 1108 (a/b)。目前口刺蝦還有三塊單個的前附肢化石，其中編號UU18056.34的出土於附近的車輪頁岩（Wheeler Shale）；其他兩個編號分別為KUMIP 314040、ROM 59634，出土於博克斯埃爾德郡韋爾斯維爾山脈（Wellsville Mountains）蘭斯頓地層（Langston Formation）的斯潘塞頁岩段（Spence Shale Member）。
屬名的「Buccaspinea」是由拉丁文的bucca（口、嘴巴）和spinea（刺）構成，形容該物種口錐内侧有許多刺。而「cooperi」則是來自賈森·庫珀（Jason Cooper），是為了尊敬他發現此標本也使其可供研究。

## 描述
正模標本僅保存頭部的口錐和前附肢，身體部分則有體節、扇鰭（flap）和剛毛（setal blade）。但身體的後半部分，還有眼睛、頭部骨片和內部構造也未保存。從標本保存的口錐前緣至身體末端長約100毫米。

### 前附肢
標本可以辨識出前附肢至少十二節，旁邊還有一塊可能是前附肢連接頭部的地方。前附肢的腹緣有至少六個巨大的刺（稱作前附肢棘），底部會稍微的彎曲。化石上，左右的前附肢因擠壓腹緣的前附肢棘上還有更為粗壯的小刺（稱作前附肢輔棘），最長的大約5.5至6.5毫米。前附肢背緣有三角形小刺，末端是一根長大約6.5毫米的刺。

### 口錐
口錐（放射齒目專有的口器）由大齒板和小齒板組成，內緣則帶有相當多的齒狀凸出物。這些齒狀凸出物長度約1到3毫米之間，且大小會隨著位置變化，例如：刺在開口邊的中間處最大，並向轉角處逐漸縮小。每一個齒板都會有1~3個齒狀凸出物。特別是帶有三個齒狀凸出物的齒板，那中間的刺會最大，而左右兩邊會比中間還小些。雖然標本上每個齒板的邊界保存得並不清晰或是只有一些部分有保存下來，所以無法確定大、小齒板的精準的數量。但是可以透過標本上可以發現直邊和角落，可以判斷是四個方向向外的放射狀。

### 身體
因為在標本上無法透過身體中間區域的界線判斷，只能透過旁邊所留下的扇鰭（flap，恐蝦綱物種用於游泳構造，類似魚鰭）數量來推斷節的數量。標本上可辨識出11對扇鰭，但可能有12節。扇鰭寬平且呈三角狀，背面還有「剛毛葉」（setal blades，扇鰭上的平行線狀構造）。

## 生態

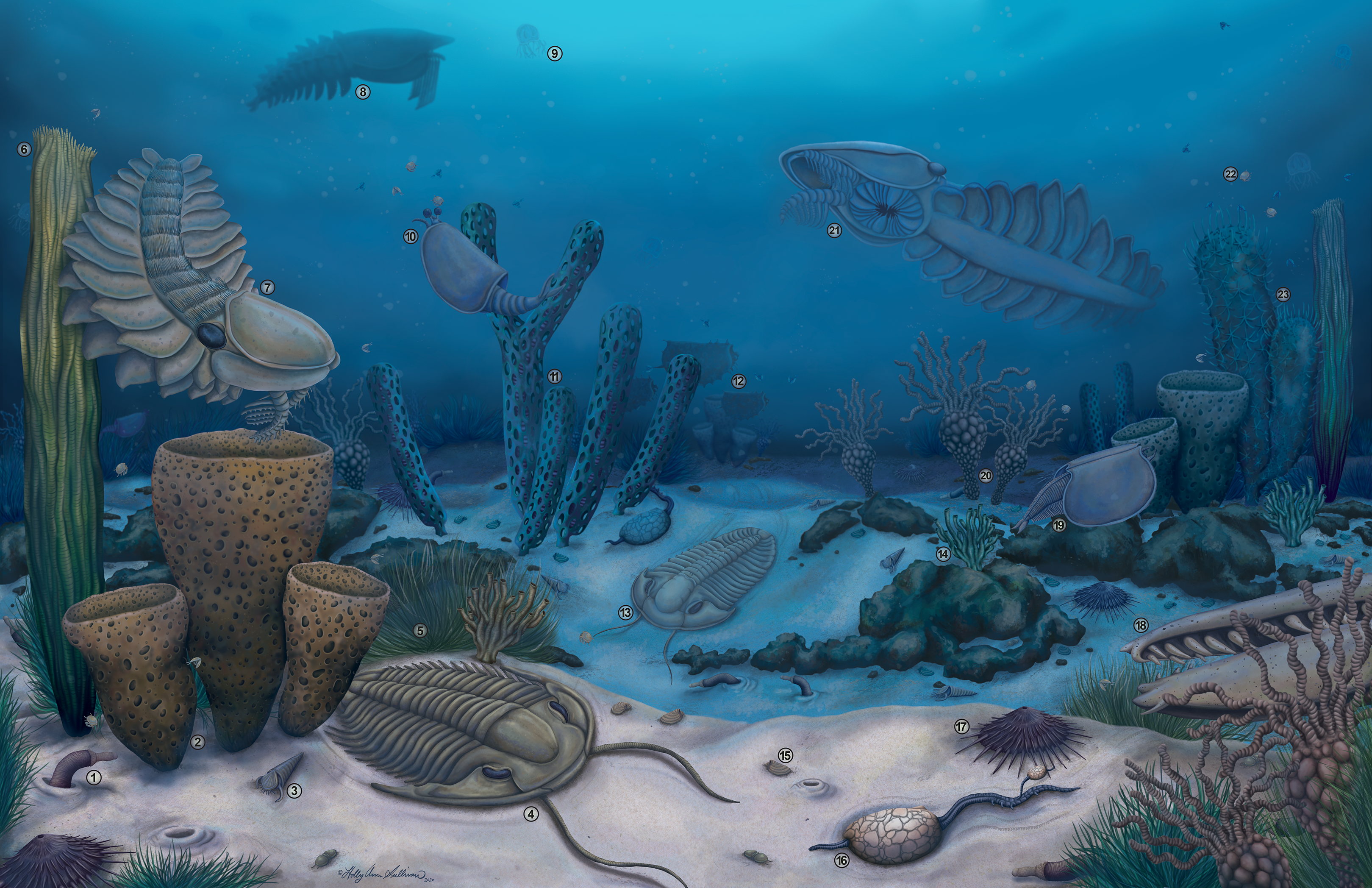
寒武紀時期，馬朱姆地層的生態復原圖其中右上角的奇蝦是口刺蝦

口刺蝦有著板狀的前附肢棘還有和粗壯的前附肢輔棘，口錐邊緣帶有堅硬的棘刺。其中前附肢棘和前附肢輔棘會互相重疊。
在同時期和地點，也發現彎鉤果鉗蝦（Caryosyntrips camurus）、矛刺帕凡特蝦（Pahvantia hastata）和納氏皮托蝦（Peytoia nathorsti）。

## 資料來源
1. 1 2 3 4 5 6 7 8 9 10  Pates, S; Lerosey-Aubril, R; Daley, A.C; Kier, C; Bonino, E; Ortega-Hernández, J. . PeerJ. 2021-01-19, 9  [2024-01-30]. doi:10.7287/peerj.10509. （原始内容存档于2023-12-02）.
2. ↑  Zhu, Xuejian; Lerosey-Aubril, Rudy; Ortega-Hernández, Javier. . PeerJ. 2021-07-23, 9  [2025-05-17]. ISSN 2167-8359. doi:10.7717/peerj.11800.